# Douchetoilet

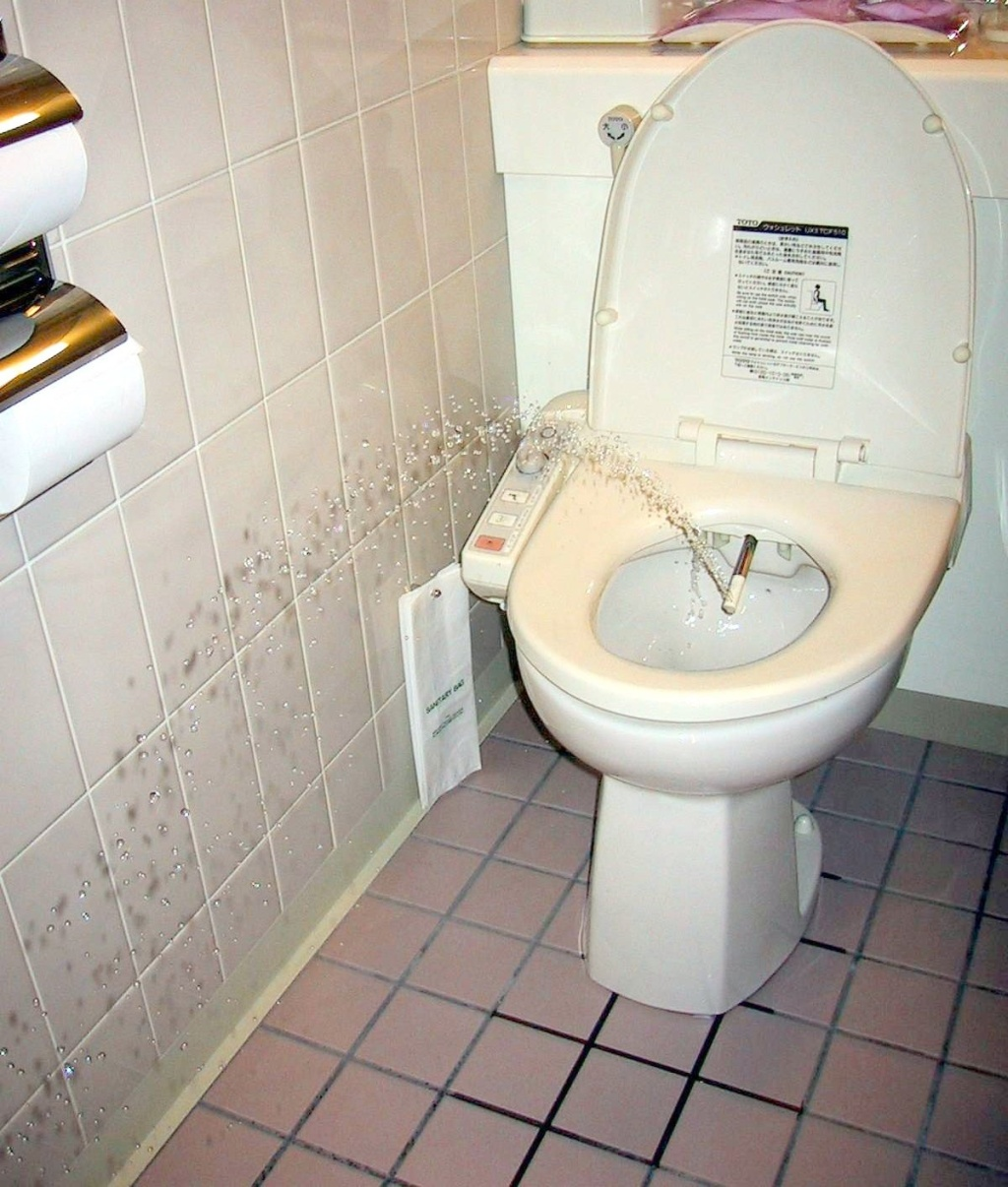
Een douchetoilet in werking

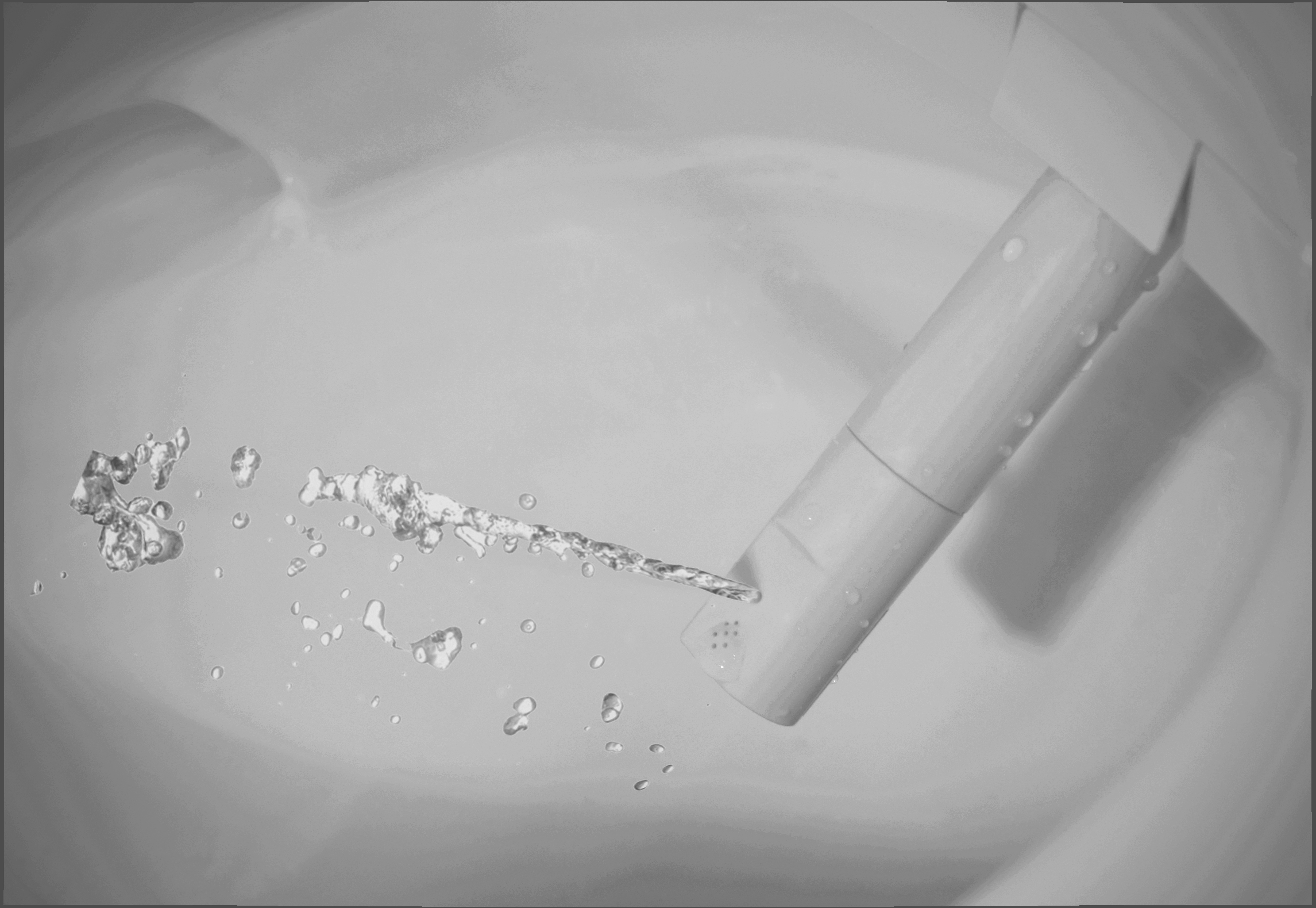
Watersproeier in een douchetoilet

Een douchetoilet is een combinatie van toilet en bidet, die het reinigen van het achterwerk met water in plaats van toiletpapier mogelijk maakt. Bij het doorspoelen wordt een getemperde straal water, als uit een douche, geproduceerd, die voor de hygiënische handeling zorg draagt.
Andere namen zijn toiletbidet, was-wc of hygiënetoilet. Men onderscheidt complete douchetoiletten en opzetdouchetoiletten die op bestaande toiletpotten bevestigd worden. Deze apparaten zijn wijdverspreid in Japan onder de naam Washlet.

## Geschiedenis en distributie
Het douchetoilet werd in 1957 ontwikkeld door de Zwitser Hans Maurer. Het toilet werd geregistreerd onder het handelsmerk "closomat" als een verbinding van twee woorden; CLOSet en autOMATisch. Totdat zijn bedrijf in 2007 failliet ging, verkocht het meer dan 120.000 stuks. Sindsdien heeft een ander bedrijf de productie overgenomen.

In de jaren 1960 en 1970 waren ook andere bedrijven al douchetoiletten gaan produceren. In de jaren 1980 werd het douchetoilet in Japan ingevoerd, waar het in de 21e eeuw zeer ingeburgerd is geraakt.